# خالد أبو رياش
خالد حسين أبو رياش (مواليد 21 فبراير 1992) هو لاعب كرة قدم أردني من مواليد السعودية .
مثل نادي شباب الأردن و انضم إلى العروبة في عام 2018 و انتقل إلى نادي الأنوار في عام 2019 .